# Entoloma uliginicola
Entoloma uliginicola är en svampart som beskrevs av E. Horak 1980. Entoloma uliginicola ingår i släktet Entoloma och familjen Entolomataceae.   Inga underarter finns listade i Catalogue of Life.